# Аль-Кадир Биллах
Абу́ль-Абба́с А́хмад ибн Исха́к аль-Ка́дир Билла́х (араб. أبو العباس أحمد القادر بالله‎; 947—29 ноября 1031) — халиф из династии Аббасидов, правивший с 992 по 1031 год. Он целиком зависел от Буидов и не принимал активной роли в политических событиях.

## Биография
Отцом Ахмада был халиф аль-Муттаки Лиллах, а матерью — славянская невольница по имени Димна или Тамни. Ахмад аль-Кадир родился в 947 г. Это был добрый, религиозный, милосердный и добродетельный человек. Женившись на дочери султана Баха ад-Даулы, он сумел в какой-то мере возвратить утерянный блеск аббасидскому халифату.
Известный богослов того времени Ибн ас-Салах считал халифа аль-Кадира одним из ученых шафиитского мазхаба. Ибн аль-Хатиб в своей книге по истории писал, что аль-Кадир проводил много времени за молитвой и щедро раздавал милостыню. Ахмад аль-Кадир был автором биографических и исторических книг. Он осуждал идею «сотворённости Корана» и описывал достоинства сподвижников пророка Мухаммада. Его книги пользовались большой популярностью и зачитывались на уроках по хадисам. Халиф аль-Кадир приказал опубликовать сведения о том, что династия Фатимидов не была связана с родом пророка Мухаммада, а также обратился к группе мутазилитов с призывом отказаться от своих воззрений.
Во время шиитских выступлений в Багдаде он послал для их подавления свою личную гвардию.
В Пумбедите по его приказу в тюрьму были заключены местные еврейские лидеры: престарелый Шерира (ум. ок. 1006 года) и его сын Гаи-гаон (ум. 1038), что завершило период гаонов, а вместе с ним и многовековую деятельность вавилонских талмудических академий.
Халиф аль-Кадир умер в 1031 году.